# Агрономия (село)
Агрономи́я (укр. Агрономі́я) — село в Арбузинском районе Николаевской области Украины. Расположена на берегу реки Арбузинка, в 18 км к югу от районного центра Арбузинка и в 12 км от железнодорожной станции Трикратное на линии Колосовка — Помошная Одесской железной дороги.
Основано в 1920 году. Население по переписи 2001 года составляло 1035 человек. Почтовый индекс — 55353. Телефонный код — 5132.

## Местный совет
55003, Николаевская обл., Арбузинский р-н, с. Агрономия, ул. Ленина, 18